# Einflussangst
Einflussangst (englisch anxiety of influence) ist ein vom amerikanischen Literaturtheoretiker Harold Bloom eingeführter Begriff, der eine Innovation der Quellen- und Einflussforschung darstellte und eine spezielle Auffassung von Literatur voraussetzt.
Ein literarischer Text ist demnach kein autonomes und nur selbstbezügliches Werk, sondern gleicht vielmehr einem Kreuzungspunkt intertextueller Wirkungen. Intertextualität wird dabei als ein Konflikt von Autoren, vor allem mit zentralen Vorläuferfiguren, betrachtet.
Die Vorläuferfigur initiiert durch ihr Beispiel den neuen Dichter in die Dichtung, indem sie für ihn ein determinierendes Über-Ich darstellt, gegen dessen Kräfte der noch schwache Nachfolger seine Originalität schützen muss.
Die Einflussangst als eine mentale Repräsentation des Dichtervorbilds bedroht die literarische Kreativität. Um in dieser dem Freudschen Vater-Sohn-Konflikt ähnelnden Situation als Autor zu bestehen, muss der sogenannte Ephebe die Einflussangst in eine Quelle literarischer Schaffenskraft umwandeln.
Nach einem komplexen Vorgang der Deformation, Destruktion und Repression des Vorläufers wird dieser schließlich in das eigene Werk integriert. Diesbezüglich unterscheidet Bloom zur Identifizierung textueller Strategien sechs verschiedene Abwehrmechanismen, die auf der rhetorischen Ebene als Tropen fungieren.
In Blooms Sichtweise literarischer Produktion firmieren alle Texte des Epheben als revisionistische „Übersetzung“ eines Vorgängertextes. Den nunmehr starken Dichter hat ein (ästhetischer) Wille zur Macht zum Eingang in die seine Lebenszeit überdauernde Überlieferung und zur Behauptung seiner Autorschaft im Spannungsfeld zwischen inspirierender und bedrohlicher Abhängigkeit von der verkörperten literarischen Tradition und eigener Kreativität geführt.